# Вирфус
Вирфус (њем. Wirfus) општина је у њемачкој савезној држави Рајна-Палатинат. Једно је од 92 општинска средишта округа Кохем-Цел. Према процјени из 2010. у општини је живјело 195 становника. Посједује регионалну шифру (AGS) 7135090.

## Географски и демографски подаци
Вирфус се налази у савезној држави Рајна-Палатинат у округу Кохем-Цел. Општина се налази на надморској висини од 342 метра. Површина општине износи 4,6 km². У самом мјесту је, према процјени из 2010. године, живјело 195 становника. Просјечна густина становништва износи 42 становника/km².